# Campo di lavoro di Rochlitz
Il campo di lavoro di Rochlitz (detto anche "sottocampo di Rochlitz" o Außenkommando Rochlitz) presso Rochlitz, non lontano da Chemnitz, fu un luogo di lavoro forzato esistito per sei mesi, dal 14 settembre 1944 al 28 marzo 1945. Il campo era subordinato al campo di concentramento di Flossenbürg.

## Storia

### Prima del campo di lavoro
A partire dal 1938 l'area provinciale di Rochlitz venne orientata verso l'industrializzazione con la realizzazione di un impianto della ditta Mechanik GmbH, una filiale della più grande Pittler Werkzeugmaschinenfabrik AG di Lipsia, la quale produceva parti di aeromobili. Il legame tra questa realtà industriale e il partito nazista fu molto forte dal momento che il primo presidente della sede produttiva di Rochlitz fu Hermann Josef Abs, membro anche del consiglio di amministrazione della Deutsche Bank, il quale era stato incaricato con altri dell'arianizzazione dei beni sequestrati dallo stato tedesco agli ebrei in Germania.

### Il campo
Dal settembre 1944, alla Mechanik GmbH venne affidata anche la gestione del sottocampo di lavoro costituito proprio a Rochlitz. Le SS permisero ai prigionieri del campo di spostarsi in fabbrica quotidianamente per fabbricare armamenti secondo un regime di lavoro coatto. Nella struttura erano impiegate quasi 400 donne prigioniere.
I lavoratori forzati, inizialmente alloggiati in luoghi diversi, vennero concentrati nel campo quando fu terminata la sua costruzione. I prigionieri provenivano essenzialmente dai campi di concentramento di Auschwitz e Bergen-Belsen. Le condizioni del campo vennero descritte dagli ex prigionieri dopo la liberazione come "sopportabili rispetto a Birkenau e Bergen-Belsen", anche se le medicine, le forniture mediche ed il cibo erano generalmente scarsi.
A causa del crescente bombardamento nell'area della Sassonia, le SS decisero di evacuare il campo satellite nel marzo 1945. Gran parte degli ex prigionieri che vennero liberati e presi in carico dalle truppe alleate furono trasportati al campo di smistamento di Iserlohn dove vennero poi nutriti e assistiti.